# Послідовне і паралельне з'єднання провідників

Послідовне (ліворуч) і паралельне (праворуч) кола з двома резисторами та вимірювачами напруги (вольтметрами) й струму (амперметрами).

Послідовне і паралельне з'єднання в електротехніці — два основних (є ще інші, які походять із них) способи з'єднання елементів електричного кола. За послідовного з'єднання, всі елементи пов'язані один з одним так, що ділянка кола не має жодного вузла. У разі паралельного з'єднання, всі вхідні в коло елементи, об'єднані двома вузлами і не мають залежності від інших вузлів.
Елементи (складники) електричного кола або електронної схеми, може бути з'єднано послідовно, паралельно або послідовно-паралельно. Елементи сполучені послідовно, з'єднуються вздовж одного провідного шляху, тож один і той же струм тече крізь всі складники, водночас відбувається спад напруги на кожному з опорів. У паралельному колі, сума напруг, які приходяться на кожен окремий елемент (опір), дорівнює напрузі джерела. Елементи, з'єднані паралельно, сполучаються декількома шляхами, так що струм може розділитися; разом з тим на кожен складник подається однакова напруга.
Схема, яка утворена винятково з послідовно з'єднаних складників, називається послідовною схемою; тоді як та, що з'єднана повністю паралельно, називається паралельною схемою (колом).
В послідовному колі струм, який протікає крізь кожен зі складників, однаковий, а напруга  кола, є сумою окремих спадів напруги на кожному елементі. У паралельному колі напруга на кожному зі складників однакова, а загальний струм являє собою суму струмів котрі протікають крізь кожен елемент.
У послідовному колі кожен складник (наприклад лампочка ялинкової гірлянди або опір 500 Ом на схемі вище) має працювати, щоби коло було робочим. Якщо в послідовному колі виходить з ладу одна лампа (резистор), вся схема не працює. У паралельних колах, кожна лампочка (або опір 500 Ом на наведеному у передмові рисунку) має власну схему, так що всі, крім однієї лампи, можуть вийти з ладу, а остання все одно буде світити.

Вузол електричного кола

## Послідовне з'єднання

Схема послідовного з'єднання резисторів (активних опорів)

При послідовному з'єднанні провідників сила струму у всіх провідниках однакова:
{\displaystyle I_{1}=I_{2}=\ldots =I_{N}}
Повна напруга в колі при послідовному з'єднанні, або напруга на полюсах джерела струму, дорівнює сумі напруг на окремих ділянках кола:
{\displaystyle U=U_{1}+U_{2}+\ldots +U_{N}}

### Резистори
Загальний активний опір усієї ділянки кола дорівнює сумі опорів:
{\displaystyle R=R_{1}+R_{2}+\ldots +R_{N}}.

### Індуктивності
Котушки індуктивності підпорядковуються тому ж закону: загальна індуктивність послідовно з'єднаних котушок індуктивності дорівнює сумі їх окремих індуктивностей:
{\displaystyle L_{\mathrm {total} }=L_{1}+L_{2}+\cdots +L_{n}}

Схема кількох котушок індуктивності, з'єднаних встик, крізь кожну з яких проходить однаковий струм.

Однак у деяких випадках важко запобігти впливу сусідніх індуктивностей одна на одну, оскільки магнітне поле одного пристрою взаємодіє з обвитками його сусідів. Ця обопільна дія визначається взаємною індуктивністю M. Наприклад, якщо дві котушки індуктивності з’єднані послідовно, існує дві можливі еквівалентні індуктивності залежно від того, як магнітні поля обох котушок індуктивності, позначаються одне на одному. 
Коли котушок індуктивності більше двох, взаємна індуктивність між кожною із них та спосіб впливу котушок одна на одну, ускладнюють розрахунок. Для більшої кількості котушок загальна сукупна індуктивність визначається сумою всіх взаємних індуктивностей між різними котушками, разом із взаємною індуктивністю кожної даної котушки з самою собою, яку називають самоіндукцією або просто індуктивністю. Для трьох котушок існує шість взаємних індуктивностей.  {\displaystyle M_{12}}, {\displaystyle M_{13}}, {\displaystyle M_{23}} та {\displaystyle M_{21}}, {\displaystyle M_{31}} і {\displaystyle M_{32}}. Є також три самоіндукції трьох котушок: {\displaystyle M_{11}}, {\displaystyle M_{22}} і {\displaystyle M_{33}}.
Отже загальна індуктивність трьох котушок індуктивності:
{\displaystyle L_{\text{total}}=\left(M_{11}+M_{22}+M_{33}\right)+\left(M_{12}+M_{13}+M_{23}\right)+\left(M_{21}+M_{31}+M_{32}\right)}
Відповідно до принципу взаємності {\displaystyle M_{ij}} = {\displaystyle M_{ji}}, останні дві групи можна об'єднати. Перші три члени є сумою власних індуктивностей різних котушок. Формула легко поширюється на будь-яку кількість послідовних котушок із взаємним зв'язком. Спосіб розрахунку можна застосовувати для визначення власної індуктивності великих котушок дроту будь-якої форми поперечного перерізу, шляхом обчислення суми взаємних індуктивностей кожного витка дроту в котушці з кожним іншим витком, оскільки у такій котушці всі витки послідовні.

### Конденсатори
Конденсатори дотримуються того самого закону, лише з використанням зворотних величин. Загальна ємність послідовно з’єднаних конденсаторів дорівнює зворотній величині суми зворотних величин їхніх окремих ємностей:
Праворуч: схема кількох конденсаторів, з'єднаних встик (послідовно), крізь кожен з яких проходить однаковий струм.
{\displaystyle {\frac {1}{C_{\text{total}}}}={\frac {1}{C_{1}}}+{\frac {1}{C_{2}}}+\cdots +{\frac {1}{C_{n}}}.}

### Вимикачі
Два або більше послідовно з'єднаних вимикача утворюють логічне І; електричне коло проводить струм лише тоді, коли всі вимикачі замкнені. Див. І (логічний вентиль).

### Нагрівальні елементи
У разі послідовного з'єднання, наприклад трубчастих електронагрівників (ТЕН-ів), їхня загальна електрична потужність зменшується в рази, відповідно до кількості сполучених нагрівальних елементів, наприклад для двох: R = 2r, p = p/2.Тобто два послідовно з'єднані електронагрівачі на 230 В, потужністю 1000 Вт кожен, які працюють від 230 В (тобто на кожен припадатиме 115 вольт), здатні виробити 500 Вт - отже вдвічі меншу за потужність одного ТЕН-а, або вчетверо меншу від їхньої загальної потужності.

## Паралельне з'єднання

Схема паралельного з'єднання резисторів

У разі паралельного з'єднання, спад напруги між двома вузлами, що поєднують елементи кола, однаковий для всіх складників. Водночас величина, обернена загальному опору кола, дорівнює сумі величин, обернених опорам паралельно з'єднаних провідників.
Сила струму в нерозгалуженій частині кола дорівнює сумі сил струмів в окремих паралельно з'єднаних провідниках:
{\displaystyle I=I_{1}+I_{2}+\ldots +I_{N}}
Напруга на ділянках кола і на кінцях всіх паралельно з'єднаних провідників одна й та ж:
{\displaystyle U_{1}=U_{2}=\ldots =U_{N}}
Опір ділянки визначається із рівняння — провідність ділянки є сумою провідностей елементів:
{\displaystyle {\frac {1}{R}}={\frac {1}{R_{1}}}+{\frac {1}{R_{2}}}+\ldots +{\frac {1}{R_{N}}}}
Формула спрощується до  {\displaystyle R={R1\times R2 \over R1+R2}}

## Піктограма

Порівняння активного опору, індуктивності і ємності пар резисторів, котушок індуктивності та конденсаторів, з'єднаних послідовно та паралельно

## Приклади
- Поширеним застосуванням послідовних схем у побутовій електроніці є акумулятори, в яких кілька елементів, з'єднаних послідовно, використовуються для отримання зручної робочої напруги (найчастіше 12 вольт). Дві пальчикові батарейки по 1,5 В з'єднані послідовно, здатні живити ліхтарик або пульт віддаленого керування на 3 вольти; акумуляторна батарея для ручного електроінструменту, може містити дюжину літій-іонних елементів, з'єднаних послідовно, щоби забезпечити 48 вольт.
- Термін послідовний опір, може також застосовуватися щодо наявних кровоносних судин у певному біологічному органі. Кожен орган забезпечений великою артерією, меншими артеріями, артеріолами, капілярами та венами, розташованими послідовно. Загальний опір кровотоку, є сумою окремих опорів, виражену наступним рівнянням: Rзагал = Raртерії + Raртеріоли + Rкапілярів. Найбільшу частку спротиву руху крові у цьому переліку, становлять артеріоли.
- Одним зі способів застосувань паралельного з'єднання, може служити люстра, де до кожної окремої лампочки підводиться нуль і фаза; тож у разі виходу з ладу однієї з ламп, всі інші продовжуватимуть світити.
- Гарним прикладом паралельного опору також, є серцево-судинна система. Кожен орган забезпечений артерією, яка відгалужується від аорти. Загальний опір цієї паралельної системи, виражається наступним рівнянням: 1 / Rзагал = 1 / Rн + 1 / Rп + ... 1 / Ri, де: Rн, Rп і Ri — опір ниркової, печінкової та інших артерій відповідно. Загальний опір менше, ніж опір будь-якої з окремих артерій.